# Kabinett Yılmaz III
Das Kabinett Yılmaz III war die 55. Regierung der Türkei, die vom 30. Juni 1997 bis zum 11. Januar 1999 durch Ministerpräsident Mesut Yılmaz geleitet wurde.
Die Wahl vom 24. Dezember 1995 gewann die islamische Refah Partisi (RP) von Necmettin Erbakan mit 21,4 % der Stimmen. Çillers DYP wurde hinter der Anavatan Partisi (ANAP) nur drittstärkste Kraft. Allerdings hatte die DYP von Çiller (19,36 %) aufgrund des Wahlrechts mehr Sitze im Parlament als die ANAP mit 19,65 %. 
DYP und ANAP einigten sich drei Monate nach der Wahl auf die Bildung einer Minderheitskoalition, die von der Demokratik Sol Parti (DSP) und der Cumhuriyet Halk Partisi (CHP) toleriert wurde. Bereits Ende Mai 1996 kündigte Çiller die Koalition allerdings nach Streitigkeiten auf und Yılmaz trat am 6. Juni zurück. Anschließend beauftragte der Staatspräsident Erbakan als Vorsitzenden der stärksten Fraktion mit der Regierungsbildung. Erbakan gelang es, eine Koalition mit der DYP zu bilden. Doch die Militärführung akzeptierte die islamistisch geführte Regierung nicht. Das Militär intervenierte und beschloss am 28. Februar 1997 umfassende Maßnahmen zur Zurückdrängung des religiösen Einflusses auf den Staat. Im Mai leitete die Staatsanwaltschaft ein Verbotsverfahren gegen die RP ein, weil diese mit der Instrumentalisierung des Islams zu politischen Zwecken gegen die Verfassung verstoßen habe. Am 30. Juni 1997 trat Erbakan zurück.
Trotz der Bemühungen von DYP, RP und der Büyük Birlik Partisi (BBP) zur Bildung einer neuen Regierung unter der Führung von Tansu Çiller beauftragte Präsident Demirel den Vorsitzenden der Mutterlandspartei (ANAP), Mesut Yılmaz mit der Bildung einer Regierung. Yılmaz schloss am 30. Juni 1997 eine neue Koalitionsregierung mit der Demokratik Sol Parti (DSP) unter Bülent Ecevit und der Demokrat Türkiye Partisi (DTP) unter Hüsamettin Cindoruk, die sich nach der Militärintervention von der DYP abgespalten hatte. Die Cumhuriyet Halk Partisi (CHP) tolerierte das Minderheitskabinett.
Nachdem ein Skandal um die Türkbank in die Öffentlichkeit gelangte, in den Regierung, private Unternehmen und organisierte Kriminalität verwickelt waren, zog die CHP ihre Unterstützung für die Regierung am 11. Januar 1999 zurück.

## Minister
| Titel                                                     | Name                            | Partei                                                            | Amtszeit                                                        |
| --------------------------------------------------------- | ------------------------------- | ----------------------------------------------------------------- | --------------------------------------------------------------- |
| Ministerpräsident                                         | Mesut Yılmaz                    | ANAP                                                              |                                                                 |
| Stellvertretender Ministerpräsident                       | Bülent Ecevit                   | DSP                                                               |                                                                 |
| Stellvertretender Ministerpräsident Verteidigungsminister | İsmet Sezgin                    | DTP                                                               |                                                                 |
| Staatsminister                                            |                                 |                                                                   |                                                                 |
| Güneş Taner                                               | ANAP                            | 30. Juni 1997 – 25. November 1998                                 |                                                                 |
| Hüsamettin Özkan                                          | DSP                             |                                                                   |                                                                 |
| Yücel Seçkiner                                            | ANAP                            |                                                                   |                                                                 |
| Işılay Saygın                                             | ANAP                            |                                                                   |                                                                 |
| Hikmet Sami Türk                                          | DSP                             |                                                                   |                                                                 |
| Salih Yıldırım                                            | ANAP                            |                                                                   |                                                                 |
| Rifat Serdaroğlu                                          | DTP                             |                                                                   |                                                                 |
| Metin Gürdere                                             | ANAP                            |                                                                   |                                                                 |
| Şükrü Sina Gürel                                          | DSP                             |                                                                   |                                                                 |
| Ahat Andica                                               | ANAP                            |                                                                   |                                                                 |
| Işın Çelebi                                               | ANAP                            |                                                                   |                                                                 |
| Mustafa Yılmaz                                            | DSP                             |                                                                   |                                                                 |
| Rifaeddin Şahin                                           | DTP                             | 30. Juni 1997 – 21. September 1998                                |                                                                 |
| Burhan Kara                                               | ANAP                            |                                                                   |                                                                 |
| Cavit Kavak                                               | ANAP                            |                                                                   |                                                                 |
| Eyüp Aşık Yıldırım Aktuna                                 | ANAP                            | 30. Juni 1997 – 1. Oktober 1998 5. Oktober 1998 – 11. Januar 1999 |                                                                 |
| Kazım Rüştü Yücelen                                       | ANAP                            |                                                                   |                                                                 |
| Hasan Gemici                                              | DSP                             |                                                                   |                                                                 |
| Mehmet Batalı                                             | DTP                             |                                                                   |                                                                 |
| Justizminister                                            | Oltan Sungurlu Hasan Denizkırdu | ANAP parteilos                                                    | 30. Juni 1997 – 4. August 1998 4. August 1998 – 11. Januar 1999 |
| Innenminister                                             | Murat Başesgioğlu Kutlu Aktaş   | ANAP parteilos                                                    | 30. Juni 1997 – 4. August 1998 4. August 1998 – 11. Januar 1999 |
| Außenminister                                             | İsmail Cem                      | DSP                                                               |                                                                 |
| Finanzminister                                            | Zekeriya Temizel                | DSP                                                               |                                                                 |
| Bildungsminister                                          | Hikmet Uluğbay                  | DSP                                                               |                                                                 |
| Minister für öffentliche Arbeiten                         | Yaşar Topçu                     | ANAP                                                              |                                                                 |
| Minister für Gesundheit und Sozialhilfe                   | Halil İbrahim Özsoy             | ANAP                                                              |                                                                 |
| Minister für Landwirtschaft und dörfliche Angelegenheiten | Mustafa Taşar                   | ANAP                                                              |                                                                 |
| Verkehrsminister                                          | Necdet Menzir Ahmet Denizolgun  | DTP parteilos                                                     | 30. Juni 1997 – 4. August 1998 4. August 1998 – 11. Januar 1999 |
| Minister für Arbeit und soziale Sicherheit                | Nami Çağan                      | DSP                                                               |                                                                 |
| Minister für Industrie und Handel                         | Yalım Erez                      | parteilos                                                         |                                                                 |
| Minister für Tourismus                                    | İbrahim Gürdal                  | ANAP                                                              |                                                                 |
| Minister für Kultur                                       | İstemihan Talay                 | DSP                                                               |                                                                 |
| Umweltminister                                            | İmren Aykut                     | ANAP                                                              |                                                                 |
| Minister für Energie und natürliche Ressourcen            | Cumhur Ersümer                  | ANAP                                                              |                                                                 |
| Minister für Forsten                                      | Ersin Taranoğlu                 | ANAP                                                              |                                                                 |